# 柯克帕特里克号护航驱逐舰
柯克帕特里克号护航驱逐舰（英語：USS Kirkpatrick，舷号：DE-318），是美国海军于第二次世界大战期间建造的一艘埃德索尔级护航驱逐舰，其舰名取自在珍珠港事件中阵亡的托马斯·勒罗伊·柯克帕特里克（Thomas LeRoy Kirkpatrick）上校。
该舰由上校的遗孀吉纳维芙·柯克帕特里克夫人冠名，于1943年3月15日在德克萨斯州奥兰治联合钢铁厂铺设龙骨，随后于6月5日下水。10月23日，柯克帕特里克号正式服役，交由维克托·爱德华·巴卡纳斯（Victor Edward Bakanas）少校指挥。

## 设计与装备
埃德索尔级护航驱逐舰的设计与巴克利级护航驱逐舰类似，均采用长船体并建有较高的舰桥。该级护航驱逐舰配备3英寸（76毫米）50倍径单装主炮，后续曾计划更换为5英寸（127毫米）38倍径主炮，但最终没有实际执行。该级护航驱逐舰由4台费尔班克斯-莫尔斯38D8-1/8-10内燃机提供动力，总功率最高可达6000匹马力，最高航速21节。其燃料舱可携带312吨重油，在12节航速下航程可达11000海里。此外，该级舰船还配备有较完善的侦查搜索系统，包括SL或SU水面雷达、SA对空雷达、QC声呐系统以及用于监听潜艇无线电的HF/DF天线。

## 服役历史
完成试航调整后，柯克帕特里克号于1943年12月23日返回弗吉尼亚州诺福克，为即将到来的护航任务做准备。1944年1月至1945年5月，她先后护送11批船团跨越大西洋前往欧洲，其中1批船团的目的地为地中海，其余10批均前往英国。1944年4月16日，柯克帕特里克号在第3次护航任务期间与甘迪号护航驱逐舰一同击沉U-550号潜艇并俘获11名德军艇员。
1945年5月15日，柯克帕特里克号正式结束其大西洋护航任务返回纽约，随后她启程前往加勒比地区参加炮击演习。7月11日，柯克帕特里克号驶入珍珠港，之后的一个月内，她都在夏威夷海域与潜艇一同训练。8月29日，她被调往远东执行护航任务。11月2日，柯克帕特里克号离开佐世保开启其返航之旅，她先后途经珍珠港、巴拿马运河和查尔斯顿，最终于12月13日抵达格林科夫斯普林斯封存。1946年5月1日，柯克帕特里克号正式退役。
1951年10月1日，柯克帕特里克号被重新分类为雷达哨戒驱逐舰DER-318并接受了相应的改造，1952年2月23日，她重归现役。在关塔那摩湾完成试航调整和训练后，柯克帕特里克号于7月11日驶抵罗德岛州纽波特，正式开始雷达哨戒任务。此后直至1960年，她一直驻守北大西洋，为美国和加拿大提供导弹预警信息。1960年3月27日，柯克帕特里克号离开纽波特南下，随后于29日抵达费城封存。
1960年6月24日，柯克帕特里克号正式退役并加入美国海军预备舰队。1974年8月1日，她自美国海军除籍，随后于次年3月12日被出售拆解。

## 荣誉
柯克帕特里克号服役期间所获荣誉如下：
|  |  |

|  |  |  |

| 战斗行动奖章 （追授） | 美国战役奖章 |

| 欧洲-非洲-中东战役奖章 | 第二次世界大战胜利奖章 | 国防部服役奖章 |

## 历任舰长
| 姓名       | 译名                        | 军衔 | 所属军种             | 任职时间                    |
| ---------- | --------------------------- | ---- | -------------------- | --------------------------- |
|            | 维克托·爱德华·巴卡纳斯      | 少校 | 美国海岸警卫队       | 1943年10月23日              |
|            | 小约翰·J·艾特沃特           | 上尉 | 美国海岸警卫队预备役 | 1945年8月-1946年5月1日      |
|            | 小乔治·斯特宾斯·戴维斯      | 少校 | 美国海军             | 1952年2月23日               |
|            | 埃文·琼斯·罗宾逊            | 少校 | 美国海军             | 1953年12月                  |
|            | 乔治·威尔斯·金斯敦          | 少校 | 美国海军             | 1954年                      |
|            | 弗朗西斯·霍顿·斯塔布斯·霍尔 | 少校 | 美国海军             | 1956年                      |
|            | 杰克·路易斯·埃里克森        | 少校 | 美国海军             | 1958年4月21日               |
|            | 威廉·韦伯斯特·比斯科夫      | 中校 | 美国海军             | 1959年7月27日-1960年6月24日 |
| 参考文献： |                             |      |                      |                             |